# Niedersachsen (F208)
Pour les autres navires du même nom, voir Niedersachsen (navire).
Le Niedersachsen est une frégate de la classe Bremen en service dans la marine allemande de 1982 à 2015.
Il s'agit du second navire de sa classe construit et du second navire de guerre de surface à porter le nom de l'état de Basse-Saxe (allemand : Niedersachsen). Le premier était le mouilleur de mines Niedersachsen en service dans la Kriegsmarine pendant la Seconde Guerre mondiale.

## Construction
Le Niedersachsen est mis sur cale en novembre 1979 dans les chantiers de AG Weser de Brême et lancé le 9 juin 1980. Après ses essais, le Niedersachsen est mis en service le 15 octobre 1982, parrainé par Adele Albrecht, épouse du Premier ministre de Basse-Saxe de l'époque, Ernst Albrecht. Au cours de sa carrière ultérieure, il est basé à Wilhelmshaven dans le cadre du 4. Fregattengeschwader, formant une composante de l'Einsatzflottille 2.

## Historique
Le Niedersachsen a participé à diverses missions internationales au cours de sa carrière. En octobre 1989, accompagné du destroyer Rommel et du navire de ravitaillement Coburg, la frégate visite Léningrad ; il s'agit des premiers navires de la marine allemande à visiter un port soviéto-russe depuis 77 ans. Le Niedersachsen est fréquemment déployé pour participer aux missions de surveillance permanentes de l'OTAN en Méditerranée et dans l'Atlantique, notamment le Standing NATO Maritime Group 1 (SNFL) et le Standing NATO Maritime Group 2 (SNFM) en 1992. En 1995, le Niedersachsen participe à l'Exercice Joint Warrior organisé par les Britanniques et fait de nouveau fait partie de le SNFM en 1997. En mars 1997, le navire rejoint les eaux albanaises dans le cadre de l'opération Libelle (en), l'évacuation de ressortissants étrangers menée par l'Allemagne lors de la crise albanaise de 1997. Le Niedersachsen opère au large de Durrës pendant l'évacuation, utilisant son radar pour surveiller l'espace aérien albanais. Le Niedersachsen fait à nouveau partie de le SNFL en 2000 et 2004. Il est déployé en 2004 pour participer à l'exercice « Medshark/Majestic Eagle » de l'OTAN, et en 2007 est rattaché à la composante maritime de la force intérimaire des Nations Unies au Liban.
Du 8 janvier au 12 juin 2008, le Niedersachsen est redéployé avec le Standing NATO Maritime Group 2 (SNFM) en mer Méditerranée, menant des exercices et des séances de formation avec des navires italiens, turcs, américains, britanniques et grecs pour promouvoir la coopération internationale. En février, il fait également partie de l'opération Active Endeavour, la mission antiterroriste et anti-contrebande de l'OTAN, au large des côtes égyptiennes et dans les eaux du Liban, de l'Albanie et du sud de la Sardaigne. Pendant cette période, le Niedersachsen visite 17 ports différents de la Méditerranée, dont la base navale d'Aksaz (en) et Antalya (Turquie), Haïfa (Israël), Volos (Grèce), Trieste, Palerme, Naples et Savone (Italie).
En 2011, le Niedersachsen rejoint l'opération Atalante, la mission anti-piraterie de l'UE au large de la Corne de l'Afrique. Le 20 avril 2011, il assiste aux réparation d'un boutre yéménite en panne. Le 10 juin, la frégate détecte un groupe d'action pirate (PAG), composé d'un boutre de pêche et de deux skiffs d'attaque, qui aurait mené un certain nombre d'attaques contre des navires marchands dans la région. Le Niedersachsen coule les deux skiffs, le boutre retournant en Somalie. Le Niedersachsen reprend l'opération Atalante en 2013. Lors d'une patrouille au large des côtes somaliennes le 5 novembre 2013, le navire repère un baleinier remorquant un skiff, composé d'un équipage de 10 hommes et transportant plus de 10 barils de carburant et 2 longues échelles. Lorsque le Niedersachsen s'approche des navires suspects, les hommes à bord jettent les échelles par-dessus bord et font route vers le rivage. En 2014, le Niedersachsen fait à nouveau partie du SNFM, déployé à l'appui de l'opération Active Endeavour.
Le Niedersachsen est retiré du service actif fin décembre 2014 et mis hors service le 26 juin 2015 après 32 ans de service, après avoir parcouru au total 764 000 milles marins. La frégate est vendue pour démolition à la Turquie en 2021, et mise au rebut l'année suivante,.